# Список глав правительства Туркменистана
Список глав правительства Туркменистана включает лиц, являвшихся главами правительства Туркменистана со времени создания в 1924 году Туркменской ССР как союзной республики СССР, объединившей территории бывших Туркестанской АССР, Хорезмской ССР и Бухарской ССР, разделившихся на союзные и автономные республики в ходе национально-территориального размежевания Средней Азии.
Согласно действующей конституции, вступившей в силу в 1992 году, главой правительства является Председатель Кабинета министров Туркменистана (туркм. Türkmenistanyň Ministrler Kabinetiniň başlygy), которым ex officio становится президент и верховный главнокомандующий Вооружёнными силами государства.
Использованная в первом столбце таблиц нумерация является условной; также условным является использование в первом столбце цветовой заливки, служащей для упрощения восприятия принадлежности лиц к различным политическим силам без необходимости обращения к столбцу, отражающему партийную принадлежность. Наряду с партийной принадлежностью, в столбце «Партия» также отражён беспартийный статус персоналий. В столбце «Выборы» отражены состоявшиеся выборные процедуры или иные основания получения полномочий. Для удобства список разделён на принятые в историографии периоды истории страны. Приведённые в преамбулах к каждому из разделов описания этих периодов призваны пояснить особенности её политической жизни.
В XX веке туркменская письменность 4 раза меняла графическую основу официально используемого алфавита (арабскую до 1928 года, латинскую до 1940 года, кириллическую до 1993 года, и вновь латинскую, переход на которую был завершён в 2000 году), что отражало как потребности носителей языка, так и политическую конъюнктуру. По возможности, туркменские имена и наименования государственных должностей и самого государства, приведены в списке с учётом использовавшейся в соответствующий период письменности.

## Туркменская Социалистическая Советская Республика (1924—1936) в составе СССР
1 (14) ноября 1917 года в результате вспыхнувшего восстания в Ташкенте была провозглашена советская власть. 2 (15) декабря в Асхабад (ныне Ашхабад) прибыл отряд Фёдора Колесова, который установил советскую власть в Закаспийской области. 30 апреля 1918 года на V Всетуркестанском съезде Советов была провозглашена автономией в составе РСФСР — Туркестанской Советской Федеративной Республикой, включившей территорию Туркестанского края. В июне в Асхабаде начались волнения железнодорожников, вызванные призывом к мобилизации. Для их подавления из Ташкента прибыл вооружённый отряд, развернувший политику террора, и тем самым в июле спровоцировал мятеж. В результате восстания советская власть в области была свергнута, а на её месте эсерами создано антибольшевистское Закаспийское временное правительство, которое вскоре обратилось за помощью к британской военной миссии в Мешхеде — осенью в городах вдоль железной дороги Закаспия разместились английские гарнизоны. 1 января 1919 года, на волне недовольства рабочих, временное правительство ушло в отставку; его сменил Комитет общественного спасения. В конце января, в условиях завершения Первой мировой войны, началась эвакуация британских интервентов из региона; к апрелю Закаспий покинули основные войска (за исключением гарнизона, остававшегося в Красноводске до августа). Свободную от английских войск область начали занимать части РККА. 8 августа Комитет, также называвшийся Директорией, был распущен; власть от него временно перешла к главнокомандующему Вооружённых сил Юга России Антону Деникину, которому не удалось сдержать натиск Красной Армии. 6 февраля 1920 года пал Красноводск (ныне Туркменбашы) — советская власть в Закаспийской области была восстановлена.
12 июня 1924 года Среднеазиатское бюро ЦК РКП(б) издало постановление «О национальном размежевании республик Средней Азии». В сентябре Туркестанский ЦИК, Всебухарский и Всехорезмский курултаи (съезды) Советов приняли решение объединить населяющие их народы в государственные образования на основе национального принципа и о будущем вхождении этих образований на договорных началах в СССР. 27 октября ЦИК СССР утвердил принятые ранее решения — из Туркменской области, частей Бухарской и Хорезмской ССР была образована Туркменская Социалистическая Советская Республика (туркм. جمهورية تركمانستان الاشتراكية السوفياتية). 5 ноября в республике был создан высший орган государственной власти — Революционный комитет (Ревком). 13 мая государственное образование, являвшееся частью СССР, вошло в его состав как союзная республика, распространив на своей территории действие Договора об образовании СССР. 30 марта 1927 года в республике была принята первая конституция. 5 декабря 1936 года на чрезвычайном VIII Всесоюзном съезде Советов была принята новая Конституция СССР, в которой было отражено новое название Туркменистана — Туркменская Советская Социалистическая Республика.
|        | Портрет | Имя (годы жизни)                                                                                          | Полномочия      | Полномочия     | Партия                                              | Наименование должности | Пр.           |
| Начало | Портрет | Имя (годы жизни)                                                                                          | Окончание       |                | Партия                                              | Наименование должности | Пр.           |
| ------ | ------- | --- | --------------- | -------------- | --------------------------------------------------- | --- | ------------- |
| 1      |         | Кайгысыз Сердарович Атабаев (1887—1938) туркм. غايزيز سيرداروفيتش أتاباييف / Gaýgysyz Serdarowyç Atabaýew | 25 февраля 1925 | 5 декабря 1936 | Коммунистическая партия (большевиков) Туркменистана | Председатель Совета народных комиссаров Туркменской Социалистической Советской Республики туркм. رئيس مجلس مفوضي الشعب بجمهورية تركمانستان الاشتراكية السوفياتية / Türkmen Sosialistik Sowet Respublikasynyň Halk Komissarlary Sowetiniň başlygy | [ 12 ] [ 13 ] |

## Туркменская Советская Социалистическая Республика (1936—1991) в составе СССР
5 декабря 1936 года на чрезвычайном VIII Всесоюзном съезде Советов была принята новая Конституция СССР, в которой было отражено новое название Туркменистана — Туркменская Советская Социалистическая Республика (туркм. Türkmenistan Sowet Sosialistik Respublikasy). В марте 1937 года на VI Всетуркменском съезде Советов была принята новая туркменская конституция, согласно которой высшим органом государственной власти в Туркмении стал Верховный Совет, а высшим исполнительным — Совет министров (СМ; переименование СНК в СМ произошло только в 1946 году).
В конце 1980-х годах движение за независимость Туркмении было менее сильным, чем в других республиках Средней Азии, и не имело столь выраженной антисоветской направленности. В августе 1990 года Верховным Советом страны была принята Декларация «О государственном суверенитете». В октябре в советской республике впервые прошли президентские выборы, на которых победил Сапармурат Ниязов. 26 октября 1991 года в Туркмении прошёл референдум о независимости Туркменистана от СССР. 27 октября на основании декларации и результатов референдума (94 % проголосовавших поддержали независимость) внеочередная сессия Верховного совета Туркменской ССР приняла закон «О независимости и основах государственного устройства», изменив название страны на «Туркменистан».
|           | Портрет        | Имя (годы жизни)                                                                         | Полномочия      | Полномочия | Партия | Наименование должности | Пр.           |
| Начало    | Портрет        | Имя (годы жизни)                                                                         | Окончание       | | Партия | Наименование должности | Пр.           |
| --------- | -------------- | ---------------------------------------------------------------------------------------- | --------------- | --- | --- | --- | ------------- |
| (1)       |                | Кайгысыз Сердарович Атабаев (1887—1938) туркм. Gaýgysyz Serdarowyç Atabaýew              | 5 декабря 1936  | 8 июля 1937 | Коммунистическая партия (большевиков) Туркменистана | Председатель Совета народных комиссаров Туркменской Советской Социалистической Республики туркм. Türkmen Sowet Sosialistik Respublikasynyň Halk Komissarlary Sowetiniň başlygy / туркм. Түркменистан Совет Социалистик Республикасының Халк Комиссарлары Советиниң башлыгы | [ 12 ] [ 13 ] |
| 2         |                | Аитбай Худайбергенов (1909—1970) туркм. Aitbaý Hudaýbergenow                             | октябрь 1937    | 17 октября 1945 | Коммунистическая партия (большевиков) Туркменистана | Председатель Совета народных комиссаров Туркменской Советской Социалистической Республики туркм. Türkmen Sowet Sosialistik Respublikasynyň Halk Komissarlary Sowetiniň başlygy / туркм. Түркменистан Совет Социалистик Республикасының Халк Комиссарлары Советиниң башлыгы | [ 17 ] [ 18 ] |
| 3 (I—II)  |                | Сухан Бабаевич Бабаев (1910—1995) туркм. Suhan Babaýewiç Babaýew                         | 17 октября 1945 | 5 апреля 1946 | Коммунистическая партия (большевиков) Туркменистана | Председатель Совета народных комиссаров Туркменской Советской Социалистической Республики туркм. Türkmen Sowet Sosialistik Respublikasynyň Halk Komissarlary Sowetiniň başlygy / туркм. Түркменистан Совет Социалистик Республикасының Халк Комиссарлары Советиниң башлыгы | [ 19 ] [ 20 ] |
| 3 (I—II)  | 5 апреля 1946  | Сухан Бабаевич Бабаев (1910—1995) туркм. Suhan Babaýewiç Babaýew                         | 14 июля 1951    | Председатель Совета министров Туркменской Советской Социалистической Республики туркм. Түркменистан Совет Социалистик Республикасының Министрлер Советиниң башлыгы | Коммунистическая партия (большевиков) Туркменистана | | [ 19 ] [ 20 ] |
| 4 (I)     |                | Балыш Овезович Овезов (1915—1975) туркм. Балыш Өвезович Өвезов                           | 14 июля 1951    | Председатель Совета министров Туркменской Советской Социалистической Республики туркм. Түркменистан Совет Социалистик Республикасының Министрлер Советиниң башлыгы | Коммунистическая партия (большевиков) Туркменистана | 14 января 1958 | [ 21 ] [ 22 ] |
| 5         |                | Джумадурды Караев (1910—1960) туркм. Җумадурды Гараев                                    | 14 января 1958  | Председатель Совета министров Туркменской Советской Социалистической Республики туркм. Түркменистан Совет Социалистик Республикасының Министрлер Советиниң башлыгы | 20 января 1959 | Коммунистическая партия Туркменистана | [ 23 ] [ 24 ] |
| 4 (II)    |                | Балыш Овезович Овезов (1915—1975) туркм. Балыш Өвезович Өвезов                           | 20 января 1959  | Председатель Совета министров Туркменской Советской Социалистической Республики туркм. Түркменистан Совет Социалистик Республикасының Министрлер Советиниң башлыгы | 13 июня 1960 | Коммунистическая партия Туркменистана | [ 21 ] [ 22 ] |
| 6         |                | Абды Анналиевич Анналиев (1920—2007) туркм. Абды Анналыевич Анналыев                     | 13 июня 1960    | Председатель Совета министров Туркменской Советской Социалистической Республики туркм. Түркменистан Совет Социалистик Республикасының Министрлер Советиниң башлыгы | 26 марта 1963 | Коммунистическая партия Туркменистана | [ 25 ] [ 26 ] |
| 7         |                | Мухамедназар Гапурович Гапуров (1922—1999) туркм. Мухамметназар Гапурович Гапуров        | 26 марта 1963   | Председатель Совета министров Туркменской Советской Социалистической Республики туркм. Түркменистан Совет Социалистик Республикасының Министрлер Советиниң башлыгы | 25 декабря 1969 | Коммунистическая партия Туркменистана | [ 27 ] [ 28 ] |
| 8         |                | Ораз Назарович Оразмухамедов (1928—) туркм. Ораз Назарович Оразмухамметов                | 25 декабря 1969 | Председатель Совета министров Туркменской Советской Социалистической Республики туркм. Түркменистан Совет Социалистик Республикасының Министрлер Советиниң башлыгы | 17 декабря 1975 | Коммунистическая партия Туркменистана | [ 29 ] [ 30 ] |
| 9         |                | Баллы Язкулиевич Язкулиев (1930—) туркм. Баллы Язгулыевич Язгулыев                       | 17 декабря 1975 | Председатель Совета министров Туркменской Советской Социалистической Республики туркм. Түркменистан Совет Социалистик Республикасының Министрлер Советиниң башлыгы | 15 декабря 1978 | Коммунистическая партия Туркменистана | [ 31 ] [ 32 ] |
| 10        |                | Чары Союнович Каррыев (1932—) туркм. Чары Сөйүнович Гаррыев                              | 15 декабря 1978 | Председатель Совета министров Туркменской Советской Социалистической Республики туркм. Түркменистан Совет Социалистик Республикасының Министрлер Советиниң башлыгы | 28 февраля 1985 | Коммунистическая партия Туркменистана | [ 33 ] [ 34 ] |
| и. о.     |                | Георгий Сергеевич Мищенко (?—)                                                           | 28 февраля 1985 | 18 марта 1985 | Первый заместитель Председателя Совета министров Туркменской Советской Социалистической Республики туркм. Түркменистан Совет Социалистик Республикасының Министрлер Советиниң башлыгының биринҗи орунбасары | Коммунистическая партия Туркменистана | [ 35 ]        |
| 11        |                | Сапармурат Атаевич Ниязов (1940—2006) туркм. Сапармырат Атаевич Ныязов                   | 18 марта 1985   | 4 января 1986 | Председатель Совета министров Туркменской Советской Социалистической Республики туркм. Түркменистан Совет Социалистик Республикасының Министрлер Советиниң башлыгы                                          | Коммунистическая партия Туркменистана | [ 36 ] [ 37 ] |
| 12        |                | Аннамурад Ходжамурадович Ходжамурадов (1935—) туркм. Аннамырат Хоҗамырадович Хоҗамырадов | 4 января 1986   | 17 ноября 1989 | Председатель Совета министров Туркменской Советской Социалистической Республики туркм. Түркменистан Совет Социалистик Республикасының Министрлер Советиниң башлыгы                                          | Коммунистическая партия Туркменистана | [ 38 ] [ 39 ] |
| и. о.     |                | Юрий Климентьевич Могилёвец (1938—)                                                      | 17 ноября 1989  | 1 декабря 1989 | Первый заместитель Председателя Совета министров Туркменской Советской Социалистической Республики туркм. Түркменистан Совет Социалистик Республикасының Министрлер Советиниң башлыгының биринҗи орунбасары | Коммунистическая партия Туркменистана | [ 40 ]        |
| и. о.     |                | Хан Ахмедович Ахмедов (1936—2006) туркм. Han Ahmedowiç Ahmedow                           | 17 ноября 1989  | 1 декабря 1989 | Первый заместитель Председателя Совета министров Туркменской Советской Социалистической Республики туркм. Түркменистан Совет Социалистик Республикасының Министрлер Советиниң башлыгының биринҗи орунбасары | Коммунистическая партия Туркменистана | [ 41 ] [ 42 ] |
| 13 (I—II) | 1 декабря 1989 | Хан Ахмедович Ахмедов (1936—2006) туркм. Han Ahmedowiç Ahmedow                           | 16 ноября 1990  | Председатель Совета министров Туркменской Советской Социалистической Республики туркм. Түркменистан Совет Социалистик Республикасының Министрлер Советиниң башлыгы | | Коммунистическая партия Туркменистана | [ 41 ] [ 42 ] |
| 13 (I—II) | 16 ноября 1990 | Хан Ахмедович Ахмедов (1936—2006) туркм. Han Ahmedowiç Ahmedow                           | 27 октября 1991 | Премьер-министр Туркменской Советской Социалистической Республики туркм. Түркменистан Совет Социалистик Республикасының Премьер-Министри                           | | Коммунистическая партия Туркменистана | [ 41 ] [ 42 ] |

## Туркменистан (с 1991)
27 октября 1991 года на основании результатов проведённого днём ранее референдума внеочередная сессия Верховного совета Туркменской ССР приняла закон «О независимости и основах государственного устройства», изменив название страны на Туркменистан (туркм. Türkmenistan). Сапармурат Ниязов стал президентом Туркменистана (туркм. Türkmenistanyň Prezidenti). 16 декабря Коммунистическая партия была преобразована в Демократическую (в стране сохранилась однопартийная система). В мае 1992 года была принята новая Конституция, устанавливающая президентскую форму правления, при этом пост премьер-министра упразднялся, а полномочия руководителя правительства в качестве председателя Кабинета министров закреплялись ex officio за главой государства. В июне на президентских выборах вновь одержал победу Ниязов.
В 1994 году был проведён референдум о продлении президентского срока Сапармурата Ниязова до 2002 года, что отменило запланированные на 1997 год выборы. В 1999 году Меджлис (парламент) принял решение о пожизненном президентстве Ниязова. Во время президентства вокруг Ниязова, принявшего титул «Туркменбаши» (туркм. Türkmenbaşy — Глава туркмен), выстроился культ личности. Объектом культа стал написанный президентом националистический труд «Рухнама». К концу его президентства произошли радикальные изменения в общественной жизни страны: закрыты многие больницы, отменены пенсии, реформировано образование, расформирована Академия наук. 21 декабря 2006 года Сапармурат Ниязов скоропостижно скончался.
Согласно действовавшей Конституции, в случае недееспособности или кончины президента его обязанности переходили к председателю Меджлиса, Овезгельды Атаеву. В день смерти Сапармурата Ниязова на совместном совещании Кабинета министров и Государственного комитета безопасности Туркменистана было принято решение воздержаться от назначения Атаева на этот пост; исполняющим обязанности президента был избран заместитель председателя Кабинета министров Гурбангулы Бердымухамедов. 22 декабря Меджлис освободил Атаева от должности. В феврале 2007 года на президентских выборах победил Бердымухамедов, для чего в Конституцию были внесены изменения, позволявшие участвовать и. о. президента в выборах. Культ личности Ниязова был заменён более умеренным культом нового президента, прошла либерализация страны, появилась новая партия — Партия промышленников и предпринимателей Туркменистана. В 2012 году на президентских выборах вновь одержал победу Гурбангулы Бердымухамедов. В 2016 году, путём поправок в Конституцию, срок полномочий президента увеличен с пяти лет до семи, начиная с 2017 года. На выборах в 2017 году Бердымухамедов был переизбран на третий срок. В 2022 году Бердымухамедов решил уйти в отставку, в связи с чем были проведены досрочные выборы, на которых победил его сын Сердар.
|                                                                | Портрет         | Имя (годы жизни)                                                                                | Полномочия      | Полномочия      | Партия                                | Выборы                                                                                             | Наименование должности | Пр.                  |
| Начало                                                         | Портрет         | Имя (годы жизни)                                                                                | Окончание       |                 | Партия                                | Выборы                                                                                             | Наименование должности | Пр.                  |
| -------------------------------------------------------------- | --------------- | ----------------------------------------------------------------------------------------------- | --------------- | --------------- | ------------------------------------- | -------------------------------------------------------------------------------------------------- | --- | -------------------- |
| 13 (II)                                                        |                 | Хан Ахмедович Ахмедов (1936—2006) туркм. Han Ahmedowiç Ahmedow                                  | 27 октября 1991 | 13 ноября 1991  | Коммунистическая партия Туркменистана | [ комм. 5 ]                                                                                        | Премьер-министр Туркменистана туркм. Түркменистаның Премьер-Министри                                                         | [ 41 ] [ 42 ] [ 45 ] |
| С 13 ноября 1991 года по 18 мая 1992 года — должность вакантна |                 |                                                                                                 |                 |                 |                                       | | |                      |
| 14 (I—II)                                                      |                 | Сапармурат Атаевич Ниязов (1940—2006) туркм. Saparmyrat Ataýewiç Nyýazow                        | 18 мая 1992     | 26 июня 1992    | Демократическая партия Туркменистана  | [ комм. 6 ]                                                                                        | Председатель Кабинета министров Туркменистана туркм. Türkmenistanyň Ministrler Kabinetiniň başlygy                           | [ 36 ] [ 37 ] [ 46 ] |
| 14 (I—II)                                                      | 26 июня 1992    | Сапармурат Атаевич Ниязов (1940—2006) туркм. Saparmyrat Ataýewiç Nyýazow                        | 21 декабря 2006 | 1992            | Демократическая партия Туркменистана  | | Председатель Кабинета министров Туркменистана туркм. Türkmenistanyň Ministrler Kabinetiniň başlygy                           | [ 36 ] [ 37 ] [ 46 ] |
| и. о.                                                          |                 | Гурбангулы Мяликгулыевич Бердымухамедов (1957—) туркм. Gurbanguly Mälikgulyýewiç Berdimuhamedow | 21 декабря 2006 | 14 февраля 2007 | Демократическая партия Туркменистана  | [ комм. 8 ]                                                                                        | Заместитель Председателя Кабинета министров Туркменистана туркм. Türkmenistanyň Ministrler Kabinetiniň Başlygynyň orunbasary | [ 43 ] [ 47 ] [ 48 ] |
| 15 (I—III)                                                     | 14 февраля 2007 | Гурбангулы Мяликгулыевич Бердымухамедов (1957—) туркм. Gurbanguly Mälikgulyýewiç Berdimuhamedow | 17 февраля 2012 | 2007            | Демократическая партия Туркменистана  | Председатель Кабинета министров Туркменистана туркм. Türkmenistanyň Ministrler Kabinetiniň başlygy | | [ 43 ] [ 47 ] [ 48 ] |
|                                                                | 17 февраля 2012 | Гурбангулы Мяликгулыевич Бердымухамедов (1957—) туркм. Gurbanguly Mälikgulyýewiç Berdimuhamedow | 17 февраля 2017 | беспартийный    | 2012                                  | Председатель Кабинета министров Туркменистана туркм. Türkmenistanyň Ministrler Kabinetiniň başlygy | | [ 43 ] [ 47 ] [ 48 ] |
| 17 февраля 2017                                                | 19 марта 2022   | Гурбангулы Мяликгулыевич Бердымухамедов (1957—) туркм. Gurbanguly Mälikgulyýewiç Berdimuhamedow | 2017            | беспартийный    |                                       | Председатель Кабинета министров Туркменистана туркм. Türkmenistanyň Ministrler Kabinetiniň başlygy | | [ 43 ] [ 47 ] [ 48 ] |
| 16                                                             |                 | Сердар Гурбангулыевич Бердымухамедов (1981—) туркм. Serdar Gurbangulyýewiç Berdimuhamedow       | 19 марта 2022   | действующий     | Демократическая партия Туркменистана  | Председатель Кабинета министров Туркменистана туркм. Türkmenistanyň Ministrler Kabinetiniň başlygy | 2022 | [ 44 ] [ 49 ] [ 50 ] |